# Démographie du Cambodge
Cet article contient des statistiques sur la démographie du Cambodge.

## Évolution de la population
Entre 1874 et 1921, la population du Cambodge est passé d'environ 946 000 à 2 400 000 habitants. À partir des années 1960 jusqu'en 1975, la population du Cambodge a augmenté d'environ 2,2 % par an, augmentation la plus faible en Asie du Sud-Est. En 1975, lorsque les Khmers rouges ont pris le pouvoir, elle était estimé à 7 300 000. Sur ce total on estime qu'un à deux millions seraient morts entre 1975 et 1978. En 1981, le nouveau régime a publié le chiffre officiel de la population à près de 6,7 millions, même si un niveau de 6 300 000-6 400 000 est probablement plus exact. Le taux de croissance annuel moyen de la population de 1978 à 1985 était de 2,3 %. Un baby-boom post-Khmers rouges a poussé la population au-dessus de 10 millions, mais la croissance a ralenti au cours de ces dernières années.
|      | Population totale | tranche 0–14 ans (%) | tranche 15–64 ans (%) | tranche + 64 ans (%) |
| ---- | ----------------- | -------------------- | --------------------- | -------------------- |
| 1950 | 4 346 000         | 42,2                 | 55,1                  | 2,7                  |
| 1955 | 4 840 000         | 42,3                 | 55,0                  | 2,7                  |
| 1960 | 5 433 000         | 42,5                 | 54,8                  | 2,7                  |
| 1965 | 6 141 000         | 42,8                 | 54,4                  | 2,7                  |
| 1970 | 6 938 000         | 43,2                 | 54,0                  | 2,8                  |
| 1975 | 7 098 000         | 42,3                 | 54,9                  | 2,8                  |
| 1980 | 6 506 000         | 39,0                 | 58,1                  | 2,9                  |
| 1985 | 7 920 000         | 42,1                 | 55,0                  | 2,9                  |
| 1990 | 9 532 000         | 43,8                 | 53,4                  | 2,8                  |
| 1995 | 11 169 000        | 47,5                 | 49,7                  | 2,8                  |
| 2000 | 12 447 000        | 41,6                 | 55,4                  | 3,0                  |
| 2005 | 13 358 000        | 36,4                 | 60,3                  | 3,3                  |
| 2010 | 14 138 000        | 31,9                 | 64,3                  | 3,8                  |
| 2015 | 15 708 756        | 31,4                 | 64,5                  | 4,0                  |

## Natalité
En 2014, le taux de fécondité au Cambodge s'élève à 2,7 enfants par femme.
|               | 2000 | 2005 | 2010 | 2014 |
| ------------- | ---- | ---- | ---- | ---- |
| Milieu urbain | 3,1  | 2,8  | 2,2  | 2,1  |
| Milieu rural  | 4,2  | 3,5  | 3,3  | 2,9  |
| Total         | 4,0  | 3,4  | 3,0  | 2,7  |

## Mortalité
Taux de mortalité maternelle : 437 pour 100 000 naissances vivantes. 
Source : Ministère de la santé, Gouvernement du Cambodge 2002

## Sources
1. ↑  Indicateurs du World-Factbook publié par la CIA.
2. ↑  Le taux de variation de la population 2018 correspond à la somme du solde naturel 2018 et du solde migratoire 2018 divisée par la population au 1er janvier 2018.
3. ↑  Indicateurs du World-Factbook publié par la CIA.
4. ↑  L'indicateur conjoncturel de fécondité (ICF) pour 2018 est la somme des taux de fécondité par âge observés en 2018. Cet indicateur peut être interprété comme le nombre moyen d'enfants qu'aurait une génération fictive de femmes qui connaîtrait, tout au long de leur vie féconde, les taux de fécondité par âge observés en 2018. Il est exprimé en nombre d’enfants par femme. C’est un indicateur synthétique des taux de fécondité par âge de 2018.
5. ↑  Indicateurs du World-Factbook publié par la CIA.
6. ↑   Le taux de natalité 2018 est le rapport du nombre de naissances vivantes en 2018 à la population totale moyenne de 2018.
7. ↑  Indicateurs du World-Factbook publié par la CIA.
8. ↑   Le taux de mortalité 2018 est le rapport du nombre de décès, au cours de 2018, à la population moyenne de 2018.
9. ↑  Indicateurs du World-Factbook publié par la CIA.
10. ↑  Le taux de mortalité infantile est le rapport entre le nombre d'enfants décédés à moins d'un an et l'ensemble des enfants nés vivants.
11. ↑  L'espérance de vie à la naissance en 2018 est égale à la durée de vie moyenne d'une génération fictive qui connaîtrait tout au long de son existence les conditions de mortalité par âge de 2018. C'est un indicateur synthétique des taux de mortalité par âge de 2018.
12. ↑  L'âge médian est l'âge qui divise la population en deux groupes numériquement égaux, la moitié est plus jeune et l'autre moitié est plus âgée.
13. ↑  (en) The DHS Program (Enquêtes démographiques et de santé)